# Соколов, Александр Сергеевич (футболист)
Александр Сергеевич Соколов (14 марта 1939, СССР — 17 августа 2017, Самара, Россия) — советский футболист, вратарь.
Мастер спорта СССР.

## Биография
В 1958 году тренер куйбышевских «Крыльев Советов» Абрамов пригласил вратаря в свою команду. Два сезона Соколов играл исключительно за дубль. 13 мая 1960 года дебютировал за основной состав, заменив Николая Карасева в выездном матче против московского «Спартака». В 1961 сыграл 17 матчей, помог команде выиграть зональный и финальный турниры класса «Б», получил звание мастер спорта. Лучшим в карьере Соколова был 1964 год, он отстоял в воротах почти все игры сезона, включая финальную игру Кубка СССР против киевского «Динамо». В 1965 играл в полуфинале кубка против московского «Спартака». Играл за «Крылья» с 1960 по 1966 год, пропустил 115 голов в 105 матчах чемпионата СССР. После «Крыльев Советов» играл в тульском и куйбышевском «Металлурге».
В 1970 году некоторое время проработал вторым тренером в тольяттинском «Торпедо» у Альфреда Фёдорова.
Скончался после продолжительной болезни 17 августа 2017 года.

## Достижения
- Чемпион РСФСР — 1961
- Финалист Кубка СССР — 1964
- Полуфиналист Кубка СССР — 1965